# Municipio de Murfreesboro
El municipio de Murfreesboro (en inglés: Murfreesboro Township) es un municipio ubicado en el  condado de Hertford en el estado estadounidense de Carolina del Norte. En el año 2000 tenía una población de 5.580 habitantes.

## Geografía
El municipio de Murfreesboro se encuentra ubicado en las coordenadas 36°26′33.83″N 77°5′52.04″O / 36.4427306, -77.0977889.